# Gare de Dinan
Gare de Dinan – stacja kolejowa w Dinan, w departamencie Côtes-d’Armor, w regionie Bretania, we Francji.
Została otwarta w 1879 przez Compagnie des chemins de fer de l'Ouest. Jest stacją Société nationale des chemins de fer français (SNCF), obsługiwaną przez pociągi TER Bretagne.

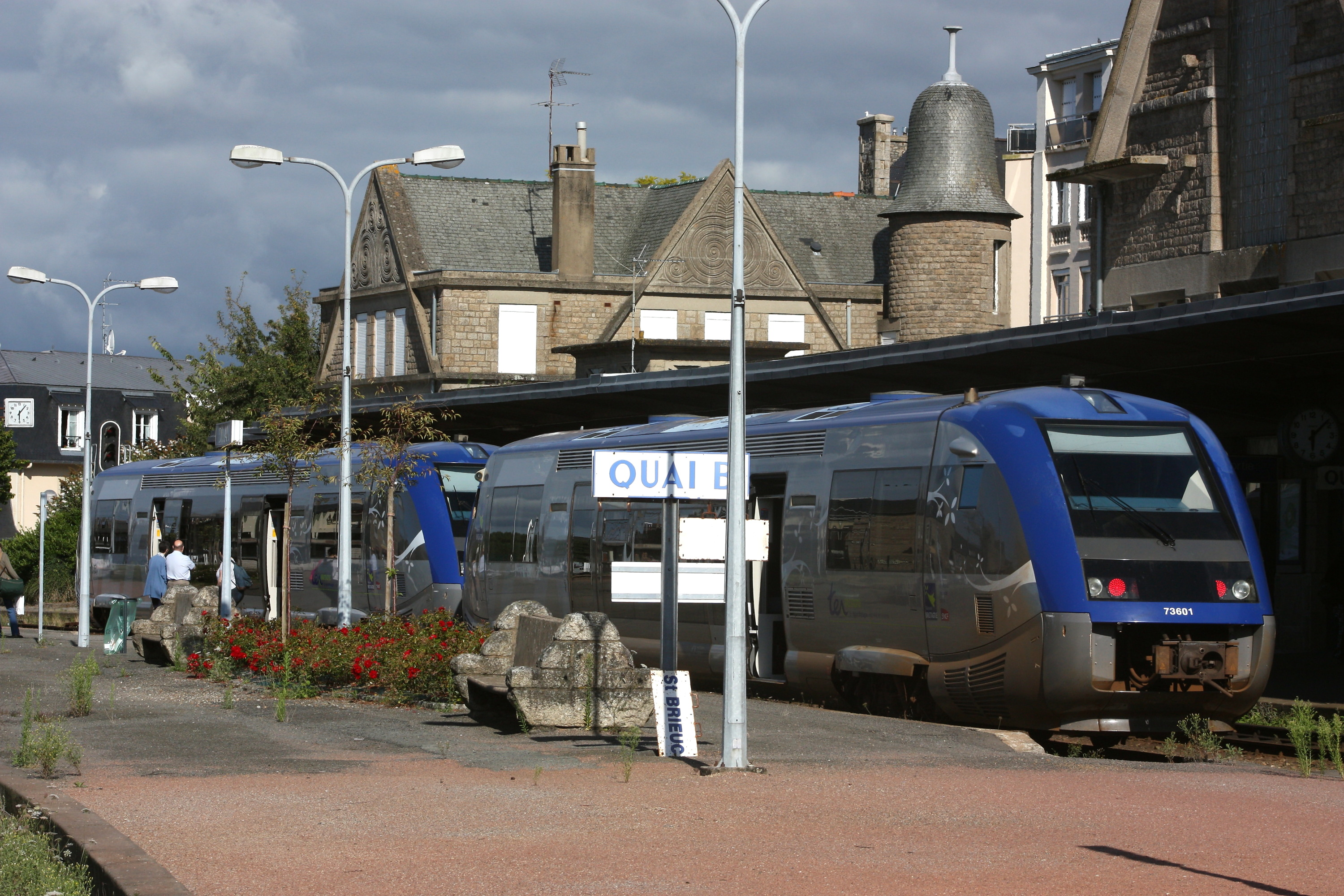
Dwa wagony X 73500 na stacji podczas podróży w obie strony z stacja Dol-de-Bretagne.